# Mudikuwa
Mudikuwa – gaun wikas samiti w zachodniej części Nepalu w strefie Dhawalagiri w dystrykcie Parbat. Według nepalskiego spisu powszechnego z 2001 roku liczył on 487 gospodarstw domowych i 2510 mieszkańców (1342 kobiet i 1168 mężczyzn).